# MAN-Sodomka-Siemens
MAN-Sodomka-Siemens, також MAN-Siemens — тролейбус, що випускався компанією M.A.N. у 1941—1942 роках у кількості 14 екземплярів спеціально для міста Братислава. Ніде більше тролейбуси цієї моделі не працювали.

## Етимологія назв німецьких тролейбусів
Назва і етимологія моделі наступна: у німецьких тролейбусів (а також іноді італійських), особливо випуску 1940-х—1950-х років назви моделей не завжди мали цифрові індекси, а складалися з назви виробника шасі, або кузова, і виробника електрообладнання, і вони писалися через дріб, у цьому випадку, MAN/Siemens. Справа також у тому, що часто на спеціальне тролейбусне шасі, яке випускав, наприклад, той же MAN, монтувалися кузови різних виробників, таких як Schumann, Kassbohrer, Wegmann тощо; це явище було досить таки поширеним, і це можна буде побачити з серії статей про німецькі тролейбуси. Тому, можна побачити і такі назви, як MAN-Kassbohrer-Siemens, і таке інше. Проблемою є те, що різні тролейбуси з різного часу випуску могли таким чином мати «одну і ту ж» назву, втім у багатьох машин були і цифрові індекси, наприклад, MAN MPE 4500.
У даного тролейбуса також немає цифрового індексу, тому його назва складається з його виробників:
- M.A.N. — німецька компанія, що виготовила шасі для тролейбуса ;
- Sodomka[cs] — чеська компанія, що виготовила кузови для тролейбуса ;
- Siemens Bratislava — відділ компанії Siemens AG, що виготовив електрообладнання та двигун для тролейбуса.

Безпосередньо збирання тролейбусів відбувалося на заводі M.A.N. у Нюрнберзі.

## Опис
Чимало німецьких тролейбусів мають незвичну довжину, такі машини, як MAN MPE I, MAN MPE 4500 та деякі інші мають довжину не більше 9,5 метри, а буває і менше 9 метрів. Цей тролейбус не став виключенням — його довжина становить 9,18 метра, а враховуючи довжину по кузову — лише 8,81. MAN-Sodomka-Siemens побудований на рамному тролейбусному шасі, що виготовлялося компанією MAN, на якому був змонтований кузов виробництва чехословацької компанії «Sodomka» з міста Високе-Мито. Основою конструкції була суцільнометалева сталева лонжеронна рама, що складалася з двох лонжеронів і кількох поперечин, і має кронштейни для встановлення кузова та інших агрегатів. Каркас кузова був зроблений з міцних сталевих труб, а обшивка виготовлялася зі сталевих листів. Усі тролейбуси цієї моделі були пофарбовані в біло-червоні кольори: дах був білим, а червоним був низ кузова, починаючи від підвіконного молдингу.
Світлотехніка тролейбуса на передку була представлена двома фарами на передній панелі, і ще одною над лобовим склом. Саме лобове скло складалося з 4 частинок. На передку також розміщувався повітрозабірник для контакторної панелі та супутнього електрообладнання, що розміщувалося у передній частині тролейбуса. MAN-Siemens також має декілька інших цікавих особливостей: на задній панелі тролейбуса було наявне запасне колесо, річ досить нехарактерна для тролейбусів, та все ж потрібна. Штанги тролейбуса розміщувалися на одній осі, річ також досить рідкісна, втім у Німеччині такі машини випускалися, були навіть моделі з лише одним штанговим струмоприймачем (MAN MPE I, з кузовом Schumann і електрообладнанням BBC).
MAN-Sodomka-Siemens обладнувався тяговим двигуном Siemens D602C, виготовленим на фірмі Siemens Bratislava. Двигун був 4-полюсним і розвивав потужність у 75 кіловат. З ним тролейбус міг розвинути швидкість до 50 км/год; небагато, втім більшого і не вимагається. Передній міст тролейбуса був виготовлений фірмою «Faust», задній міст, що був ведучим, був виготовлений фірмою M.A.N.. Система керування тяговим двигуном була реостатно-контакторною, фірми Siemens Bratislava. У тролейбуса було три гальмівні системи: електродинамічна, пневматична, і механічна. Останнє гальмо діяло на задні ведучі колеса. Пневматична гальмівна система була виготовлена фірмою «Knorr» (Німеччина). Для функціонування пневматичного гальма був наявний компресор, що приводився у дію від електричного двигуна та слугував для нагнітання стиснутого повітря у два рессівери по 40 літрів кожний. Для живлення низьковольтних ланцюгів застосовувався електродвигун генератор, що перетворював вхідну напругу у 550 Вольт у низьку (12).
Також у тролейбуса була така особливість, як єдині двері для пасажирів: вони розміщувалися у колісній базі і були досить широким (ширина становила 120 сантиметрів). Висота підлоги салону становила 75 сантиметрів від дорожнього покриття. Салон тролейбуса був наближений більше до чеських тролейбусів, ніж до німецьких: сидіння у ньому були суцільними диванами, що встановлювалися один навпроти одного. Ззаду також був наявний п'ятимісний диван. Внутрішня відділка салону виконувалася з дерева. У салоні тролейбуса було 28 сидячих місць, і ще 42 пасажири могли їхати стоячи; таким чином, повна місткість становила 70 чоловік. Для вентиляції салону, бокові вікна могли зсуватися вниз (це показано на зображенні з тролейбусом), а для опалення застосовувалося тепло, що виділялося пуско-гальмівними опорами. Кабіна водія була відділена від салону перегородкою, у водія також були службові ручні двері з лівого боку тролейбуса.

## Технічні характеристики
| Параметр                                      | Значення                                        |
| --------------------------------------------- | ----------------------------------------------- |
| Загальне                                      |                                                 |
| Роки випуску                                  | 1941-1942                                       |
| Кількість випущених екземплярів, шт           | 14                                              |
| Попередник                                    | -                                               |
| Наступник                                     | -                                               |
| Шасі                                          | MAN                                             |
| Кузов                                         | Sodomka                                         |
| Електрообладнання                             | Siemens Bratislava                              |
| Габаритні розміри, мм:                        |                                                 |
| Довжина, мм                                   | 9180 (по зовнішнім габаритам) 8810 (по кузову)  |
| Ширина, мм                                    | 2500                                            |
| Висота, мм                                    | 3380 (2770 по кузову)                           |
| Колісна база, мм                              | 4250                                            |
| Передній звис, мм                             | 1960                                            |
| Задній звис, мм                               | 2600                                            |
| Колія передніх коліс, мм                      | 1940                                            |
| Колія задніх коліс, мм                        | 1880                                            |
| Мінімальний радіус повороту, м                |                                                 |
| Маси і навантаження                           |                                                 |
| Споряджена маса, кг                           | 7800                                            |
| Повна конструктивна маса, кг                  |                                                 |
| Салон                                         |                                                 |
| Кількість дверей для пасажирів, шт            | 1                                               |
| Привод дверей                                 | пневматичний                                    |
| Ширина дверних пройм, мм                      | 1200                                            |
| Кількість сидячих місць, шт                   | 28                                              |
| Стоячих місць, шт                             | 42                                              |
| Повна місткість, чол                          | 70                                              |
| Мости                                         |                                                 |
| Передня вісь                                  | Faust                                           |
| Задній міст                                   | M.A.N.                                          |
| Ведучий міст                                  | задній                                          |
| Гальмівна система                             | електродинамічна, пневматична,механічна (Knorr) |
| Електрообладнання                             |                                                 |
| Виробник електрообладнання                    | Siemens Bratislava                              |
| Тяговий двигун                                | Siemens D602C                                   |
| Потужність, кіловат                           | 75                                              |
| Номінальна частота обертання ротора, об/хв    | 1280                                            |
| Максимальна швидкість обертання ротора, об/хв | 2620                                            |
| Система керування                             | реостатно-контакторна                           |
| Кількість ТЕД, шт                             | 1                                               |
| Динамічні характеристики                      |                                                 |
| Максимальна швидкість, км/год                 | 50                                              |

## Експлуатація
Тролейбуси цієї моделі були випущені спеціально для Братислави, тому ніде більше не працювали. Загалом було випущено 14 екземплярів, 10 у 1941 і 4 у 1942. Кожна з машин відпрацювала близько 15—17 років. Проблемою експлуатації цих машин у 1950-х роках стала відсутність необхідних запчастин, і в кінці 1950-х—на початку 1960-х років машини були списані і здані на металобрухт. На жаль, жодної машини дотепер не збереглося.
| Тролейбус   | Роки випуску | Роки поставок | Бортові номери              | Час списання | Теперішній стан |
| ----------- | ------------ | ------------- | --------------------------- | ------------ | --------------- |
| MAN-Siemens | 1941—1942    | 1941—1942     | 61—74 (121-134 з 1957 року) | 1955—1961    | списані         |

## Це може бути цікаво
Нижче наведені деякі моделі німецьких тролейбусів:
| - MAN MPE I - MAN MPE 4500 - MAN MKE 2 - MAN MKE 3 - ÜHIIIs - ÜHIIs | - Kriegseinheitsobus - Mercedes-Benz O-B - Mercedes-Benz O6000T - Siemens/Daimler-Benz 45-47 - AEG HS 56 - Bussing ÜBIVs | - Lowa W602 |